# Woodridge Provincial Park
Woodridge Provincial Park är en park i Kanada.   Den ligger i provinsen Manitoba, i den sydöstra delen av landet, 1 600 km väster om huvudstaden Ottawa. Woodridge Provincial Park ligger 379 meter över havet.
Terrängen runt Woodridge Provincial Park är platt. Trakten runt Woodridge Provincial Park är nära nog obefolkad, med mindre än två invånare per kvadratkilometer..
I omgivningarna runt Woodridge Provincial Park växer i huvudsak blandskog.